# Pavel Tchesnokov
Pour les articles homonymes, voir Tchesnokov.
Pavel Grigorievitch Tchesnokov (en russe : Павел Григорьевич Чесноков), né le 12 octobre 1877 (24 octobre 1877 dans le calendrier grégorien) à Vladimir et mort le 14 mars 1944 à Moscou est un compositeur, chef de chœur et professeur de musique russe. Il est l'auteur de plus de cinq cents œuvres chorales, dont plus de quatre cents œuvres de musique sacrée.

## Biographie
Tchesnokov fait ses études musicales au conservatoire de Moscou, où il reçoit une formation instrumentale et vocale approfondie, comprenant neuf ans de solfège et sept ans de piano et de violon. Il étudie aussi la composition  avec quatre ans d'apprentissage de l'harmonie, du contrepoint et de la forme. Ses maîtres au conservatoire sont Sergueï Taneïev et Mikhaïl Ippolitov-Ivanov. Il étudie le chant d'Église auprès de Stepan Smolenski. Ils influenceront le style de ses compositions musicales, essentiellement liturgiques et chorales.

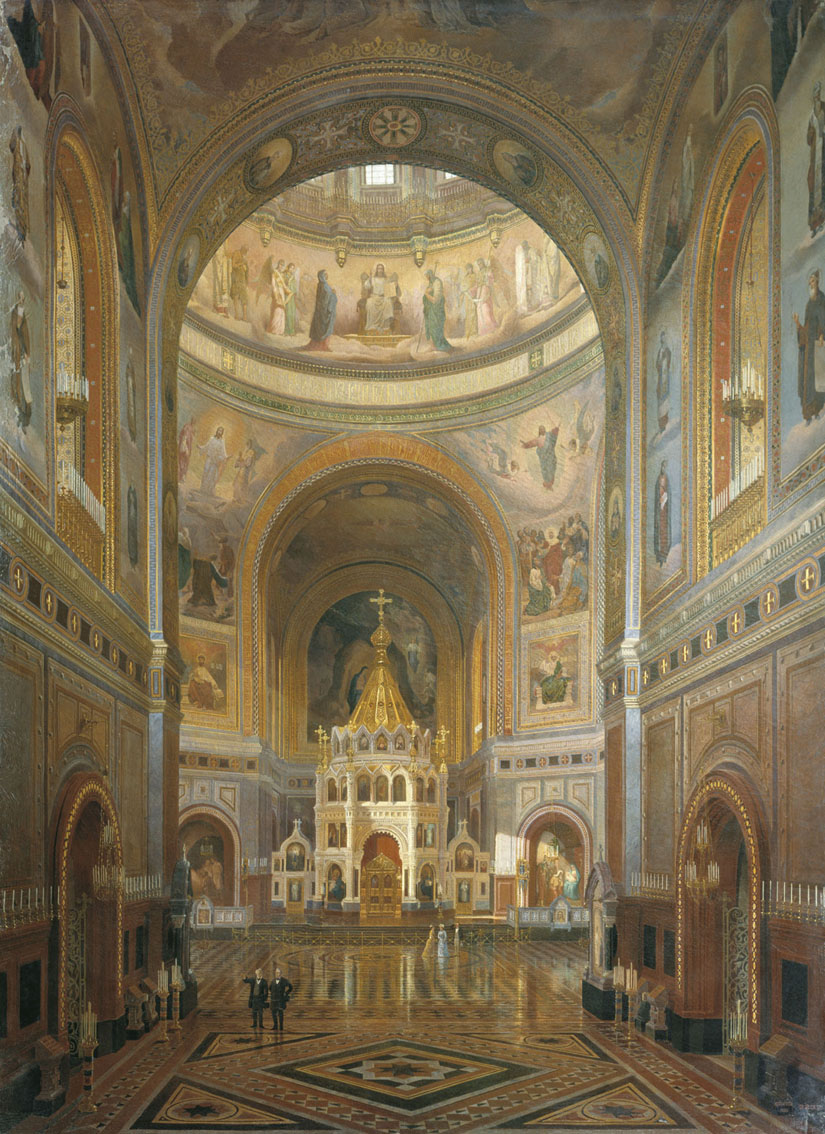
Vue de l'intérieur de la cathédrale du Christ-Sauveur de Moscou en 1883, par Fiodor Klages (1812-1890).

À un âge encore jeune, Tchesnokov est déjà un chef d'orchestre et chef de chœur reconnu, dirigeant des formations comme la Société chorale russe. Cette reconnaissance lui assure une place au conservatoire de Moscou où les grands compositeurs comme Tchaïkovski partagent avec lui leurs compétences et leurs connaissances. Il y fonde un programme d'apprentissage de la direction chorale, qu'il dirige de 1920 jusqu'à sa mort. 
À l'âge de 30 ans, Tchesnokov a achevé près de quatre cents œuvres chorales sacrées, mais doit faire une pause dans la création d'œuvres liturgiques au moment de la révolution russe. Sous le régime communiste, toute création dans le domaine de l'art sacré est rigoureusement proscrite et Tchesnokov se tourne alors vers la musique profane. Il compose plus d'une centaine d'œuvres profanes et dirige des chorales laïques comme le chœur de l'Académie de Moscou et le chœur du Théâtre Bolchoï.
Pavel Tchesnokov est maître de chœur de la cathédrale du Christ-Sauveur de Moscou, lorsque celle-ci est détruite par le régime soviétique en 1933, au nom de la politique athée. Cet acte de destruction le choque au point qu'il cesse alors complètement d'écrire de la musique. Il meurt le 14 mars 1944.

## Son œuvre musicale
L'œuvre de Tchesnokov est influencée par son maître Sergueï Taneïev. Ce dernier était non seulement compositeur, mais aussi un historien de la musique russe qui étudia notamment l'apparition, au XVIIe siècle, du chant polyphonique dans la musique liturgique russe. En effet depuis les débuts de la christianisation de la Russie en 988, et pendant les six siècles suivants, la musique sacrée avait été uniquement monophonique. Pavel Tchesnokov cherche à conserver les qualités de ce style musical traditionnel, tout en lui ajoutant celles de la polyphonie. 
Pavel Tchesnokov est l'auteur d'environ cinq cents pièces chorales, principalement des pièces religieuses et des transcriptions de chants traditionnels, y compris plusieurs cycles complets de la liturgie, des vigiles, des œuvres spécifiques (service commémoratif, cycle dédié à la Vierge, etc.), des arrangements de chants folkloriques, des chœurs chantant la poésie russe. Tchesnokov est considéré comme un des principaux représentants du « renouveau » («нового направления») de la musique spirituelle russe. Ses œuvres liturgiques donnent une intensité dramatique aux chœurs, à la fois archaïsante et inspirée par l'art dramatique de l'opéra. 
Il a écrit un traité, Gestion du Chœur (publié en 1940) qui est considéré comme un classique pour les chefs de chœur désirant expérimenter de nouvelles façons de développer l'art choral. Le livre de Tchesnokov recense une grande quantité d'œuvres chorales et est devenu une sorte d'encyclopédie des œuvres chorales russes.